# حشره‌خوار بزرگ سوماترا
 حشره‌خوار بزرگ سوماترا (نام علمی: Crocidura lepidura) نام یک گونه از سرده حشره‌خوارهای دندان‌سفید است.